# Leslie Norman
Leslie Norman (Londres, Anglaterra, 23 de febrer de 1911 − Londres, 18 de febrer de 1993), de vegades surt als crèdits com Les Norman, va ser un director de cinema,  productor, muntador i guionista anglès.

## Biografia
S'estrena al cinema britànic el 1930 com muntador, funció que exercita en vint-i-nou pel·lícules, fins al 1949. Com a realitzador, després d'una primera experiència el 1939, posa en escena altres nou pel·lícules entre 1955 i 1968. És també guionista (tres pel·lícules, de les quals dues dirigidas per ell) i productor (vuit pel·lícules, de 1949 a 1959, l'última igualment com a realitzador). Per a la televisió, realitza nombrosos episodis de sèries britàniques ben conegudes entre 1964 i 1979 (entre les quals The Saint i, última contribució, The Return of the Saint).

## Filmografia

### Cinema
com a director
- 1939: Too Dangerous to Live, amb Sebastian Shaw, Torin Thatcher (codirector: Anthony Hankey)
- 1955: The Night my Number came up, amb Michael Redgrave, Alexander Knox, Denholm Elliott
- 1956: X: The Unknown, amb Dean Jagger, Leo McKern
- 1957: The Shiralee, amb Peter Finch, Rosemary Harris, Niall MacGinnis (+ guionista)
- 1958: Dunkirk, amb John Horsley, Lionel Jeffries
- 1959: Summer of the Seventeenth Doll, amb Ernest Borgnine, Anne Baxter (+ productor)
- 1961: The Long and the Short and the Tall, amb Laurence Harvey, Richard Todd, Richard Harris
- 1961: Spare the Rod, amb Donald Pleasence, Geoffrey Keen
- 1962: Mix me a Person, amb Anne Baxter, Donald Sinden, Adam Faith
- 1968: The Lost Continent, amb Eric Porter, Hildegard Knef (codirector: Michael Carreras)

com a productor
- 1949: A Run for your Money de Charles Frend (+ guionista)
- 1951: Where no Vultures fly de Harry Watt (+ guionista)
- 1952: Mandy d'Alexander Mackendrick
- 1953: The Cruel Sea de Charles Frend
- 1954: West of Zanzibar de Harry Watt

com a muntador
- 1934: I Spy d'Allan Dwan
- 1937: The Perfect Crime de Ralph Ince
- 1937: Who killed John Savage? de Maurice Elvey
- 1938: Everything happens to me de Roy William Neill
- 1940: Hoots Mon ! de Roy William Neill
- 1940: The Case of the Frightened Lady de George King
- 1941: The Prime Minister de Thorold Dickinson
- 1946: The Overlanders de Harry Watt (supervisor del muntatge)
- 1947: Frieda de Basil Dearden
- 1947: Nicholas Nickleby d'Alberto Cavalcanti
- 1949: Eureka Stockade de Harry Watt

### Televisió
com a director (sèries)
- 1964 -1969: The Saint:
  - Temporada, episodi 2 Lida (1964), episodi 7 The Loving Brothers, 1964 i episodi 18 The Sing of the Claw, 1965
  - Temporada 4, episodi 1 The Chequered Flag, 1965, episodi 3 The Crooked Ring, 1965, i episodi 7 The Saint Birds Diamonds, 1965
  - Temporada 5, episodi 2 Interlude in Venice, 1966, episodi 4 The Reluctant Revolution, 1966, episodi 6 The Convenient Monster, 1966, episodi 7 The Angel's Eye, 1966, episodi 11 Paper Chase, 1966, episodi 12 Locate and Destroy, 1966, episodi 16 The Fast Women, 1967, episodi 17 The Death Game, 1967, episodi 20 The Counterfeit Countess, 1967, episodi 22 Island of Chance, 1967 i episodi 25 The Power Artist, 1967
  - Temporada 6, episodi 6 The Organization Man, 1968, episodi 7 The Double Take, 1968, episodi 9 The Master Plan, 1968 i episodi 21 The World Beater, 1969
- 1966: The Baron, episodi 1 Diplomatic Immunity, episodi 8 The Persuaders i episodi 30 Farewell to Yesterday
- 1969: The Champions, episodi 14 The Search
- 1969: Primera sèrie The Avengers, Temporada 6, episodi 27 Thingumajid i episodi 33 Bizarre (títol original)
- 1970: Department S, episodi 23 A Small War of Nerves), episodi 25 Spencer Bodily is Sixty Years Old i episodi 28 The Soup of the Day)
- 1971 -1972: The Persuaders!, episodi 8 Anyone can play, 1971, episodi 9 The Old, the New and the Deadly, 1971, episodi 12 That's me over there, 1971, episodi 14 The Man in the Middle, 1971, episodi 18 Nuisance Value, 1972 i episodi 19 The Morning After, 1972
- 1978 -1979: The Return of the Saint, episodi 4 One Black September, 1978, episodi 5 The Village that sold its Soul, 1978, episodi 10 The Armageddon Alternative, 1978, episodi 15 The Debt Collectors, 1978 i episodi 22 Dragonseed, 1979